# Metin2
Metin2 är ett MMORPG-spel utvecklat av den sydkoreanska spelutvecklaren Ymir Entertainment och först släppt i Sydkorea 2004. Spelet har senare släppts även i flera europeiska länder samt i Nordamerika och Singapore. Den sydkoreanska spelutvecklaren Ymir köptes i januari 2011 upp av det likaså sydkoreanska datorspelsföretaget Webzen Games. I februari 2013 meddelade Webzen att de i framtiden enbart vill fokusera på utveckling av spelets innehåll och i mars 2013 stängdes spelets koreanska servrar ned. De största officiella servrarna finns sedan dess i Europa och Nordamerika, där spelet tillhandahålls genom Gameforge, samt hos TEC-Interactive med bas i Singapore.
Spelet är gratis, men spelaren kan köpa sig vissa fördelar, såsom olika föremål, i spelet för riktiga pengar för att bli starkare. Spelaren går upp i nivå genom att döda monster och utföra olika sorters uppdrag, som kan handla om att döda något specifikt monster eller gå till en viss position.

## Spelvärlden
Spelet utspelar sig i en fantasymiljö på en kontinent som är delad i tre olika riken; gult rike (Chunjo), rött rike (Shinsoo) och blått rike (Jinno). Spelaren styr en spelkaraktär och får ge sin lojalitet till ett av dessa tre riken och välja mellan fem stycken olika karaktärsklasser, Warrior, Shaman, Ninja, Sura eller Lycan. Dessa olika klasser, utom Lycan, har i sin tur två olika inriktningar. Varje klass har olika fördelar och nackdelar beroende på vilket spelsätt man använder sig av. Spelaren får kämpa om kontrollen över världen mot andra spelare.